# 乌尔梅特
乌尔梅特是德国莱茵兰-普法尔茨州的一个市镇。总面积7.10平方公里，总人口705人，其中男性353人，女性352人（2011年12月31日），人口密度99人/平方公里。